# NGC 2801
NGC 2801 is een spiraalvormig sterrenstelsel in het sterrenbeeld Kreeft. Het hemelobject werd op 17 februari 1865 ontdekt door de Duitse astronoom Albert Marth.

## Synoniemen
- NGC 2801
- UGC 4899
- MCG 3-24-25
- ZWG 91,46
- PGC 26183